# 大耳臭蛙
大耳臭蛙（学名：Odorrana macrotympana），一种于中华人民共和国云南省盈江县发现的两栖动物，隶属于蛙科臭蛙属。

## 形态特征
大耳臭蛙雄蛙体长50.6毫米左右，雌蛙体长93毫米左右。身体背部光滑，呈灰棕色，具棕黑色小点组成的斑块；四肢背面有宽的棕黑色斑；身体腹面为灰白色，后肢腹面呈浅黄色。股后有密布灰棕色碎斑。